# Даць Ірина Вільямівна
Ірина Вільямівна Даць (нар. 14 квітня, Житомир)— українська оперна співачка (лірико-драматичне сопрано), режисерка, професорка, громадський діяч. Народна артистка України (2007), солістка Національної опери України.

## Біографія
Народилася у місті Житомир. У 1987 році закінчила Київську консерваторію (сьогодні Національна музична академія України імені Петра Чайковського). З того ж року — солістка Національної опери України. В репертуарі Ірини Даць провідні партії сопранового репертуару: Наталка Полтавка М. Лисенка, Оксана («Запорожець за Дунаєм» С. Гулака-Артемовського), Анна Ярославна («Анна Ярославна — королева Франції» А. Рудницького), Одарка («Купало» А. Вахнянина), Оксана («Бояриня» В. Кирейка), Марильця («Тарас Бульба» М. Лисенка), Парася («Сорочинський ярмарок» М. Мусоргського), Татьяна («Євгеній Онєгін» П. Чайковського), Ярославна («Князь Ігор» О. Бородіна), Донна Анна («Дон Жуан» В. А. Моцарта), Недда («Паяци» Р. Леонкавалло), Мімі («Богема» Пуччіні), Леонора («Трубадур» Дж. Верді), Сантуцца («Сільська честь» П. Масканьї), Ельза («Лоенгрін» Р. Вагнера).
Гастолювала в 30-ти країнах світу, серед них: США, Велика Британія, Франція, Італія, Швейцарія, Канада, Кувейт.
Також на педагогічній роботі в Національному університеті культури (2001—2002) та в Державній академії статистики, обліку та аудиту (з 2002). З 2011 року доцент, з 2017 професор НМАУ ім. П. Чайковського.
В 2004 вдруге закінчила Національну музичну Академію, з відзнакою, і здобула фах режисера музичного театру, а з 2011 року викладає в ній режисуру музичного театру та акторську майстерність. В доробку Ірини Даць постановки опер, концертів та літературно-музичних композицій на сцені Національної опери України, Національної філармонії України, оперної студії НМАУ Верді Ріголєтто (2016), Лисенко «Ноктюрн» (2018).
У 2019 році закінчила магістратуру НАСОА за фахом «Міжнародний менеджмент»
Після 2014 року судилася з театром через вимушені простої, а 23.02.17 згідно п.9 ст 36 КЗпП на вимогу Закону 955-VIII під час перебування на лікарняному була звільнена з театру.